# الشريان الرصغي الوحشي
ينشأ الشريان الرصغي الوحشي من الشريان الظهري للقدم.